# Селера (рід)
Селера (Apium) — рід однорічних, дворічних або багаторічних рослин родини окружкових. Існує близько 20 видів рослин, поширених в Європі, Азії, Африці, Південній Америці та Австралії. Рослини ростуть до 1 м заввишки, мають перисте листя і маленькі білі квіти в складних парасольках.
Рід охоплює види:
- Apium annuum
- Apium australe
- Apium bermejoi
- Apium fernandezianum
- Apium filiforme
- Apium graveolens
- Apium inundatum
- Apium insulare
- Apium leptophyllum
- Apium nodiflorum — Водний крес
- Apium prostratum
- Apium repens

Деякі види рослин є їстівними, зокрема, Apium graveolens, яка є комерційно важливою рослиною.